# Amore (film 1935)
Amore è un film del 1935 diretto da Carlo Ludovico Bragaglia.

## Trama
Una giovane francese, Suzanne, sposa Paolo, il figlio di una ricca famiglia di artigiani di ceramiche, dovendo dopo le nozze adeguarsi ai modi un po' prevalicanti del suocero, autentico padre padrone, anche se affezionato alla nuora.
La giovane sposa dopo alcuni anni, si sente colpevolizzata per non aver ancora dato un erede al suocero e con il comportamento del marito sempre pronto a dar ragione alla famiglia, Suzanne decide di partire per Parigi, andando ad abitare presso una zia, ma la lontananza dal marito risveglia in lei il desiderio di tornare alla casa italiana dove porterà la notizia della sua prossima maternità.

## Produzione
Prodotto da Roberto Dandi per Artisti Associati, il film fu girato alla Cines in doppia versione, italiana e francese, con l'identica protagonista femminile Edwige Feuillère. La pellicola uscì in prima pubblica alla 3ª Mostra internazionale d'arte cinematografica di Venezia del 1935.

## Critica
Filippo Sacchi, nelle pagine del Corriere della Sera del 27 ottobre 1935: «Amore presentato a Venezia fuori mostra, vi fu notato per una certa casalinga grazia e banalità sentimentale oltre che per la presenza di Edwige Feuillère. Il tema è nobile, ma sceneggiatori e direttore non hanno pensato che volendo mostrare la bellezza e la gioia delle sane tradizioni, la prima necessità era di presentare queste cose sotto una veste amabile e dilettosa e non come qui, con una faccia così sussiegosa e cattedratica. A ogni modo il film è garbatamente inscenato da Bragaglia e ha rapidità e varietà.»